# Thierry Magon de La Villehuchet

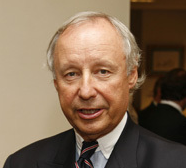

René-Thierry Magon de La Villehuchet (* 23. April 1943 in Saint-Malo; † 22. Dezember 2008 in New York City) war ein französischer Adeliger und Investmentbanker. Er war Mitbegründer der Vermögensverwaltungsgesellschaft Access International Advisors, die im Jahr 2008 im Zuge der Aufdeckung des Anlagebetrugs von Bernard L. Madoff infolge eines Verlusts von 1,4 Mrd. US-Dollar zahlungsunfähig wurde. Magon de La Villehuchet starb durch Suizid. Seinen offiziellen Vorname „René-Thierry“ kürzte er stets ab auf „Thierry“.

## Ausbildung und berufliche Entwicklung
René-Thierry Magon de La Villehuchet stammte aus einer traditionsreichen, wohlhabenden Familie aus der Bretagne. Er studierte Betriebswirtschaftslehre in Paris und machte 1978 seinen MBA-Abschluss. 1982 ging er nach New York und arbeitete bei Wertpapierhändlern. 1987 wurde er Leiter der Wertpapierabteilung der US-Tochtergesellschaft der französischen Bank Crédit Lyonnais. 1998 gründete er zusammen mit seinem langjährigen Freund Patrick Littaye die Access International Advisors. Die Gesellschaft leistete Vermögensberatung, sammelte Geld durch teilweise selbst aufgelegte Fonds und investierte in attraktiv bewerteten Investments. 2003 wurde Magon de La Villehuchet Präsident und CEO der Gesellschaft.

## Aufstieg, Fall und Tod
Er verfügte über gute persönliche Beziehungen zu wohlhabenden Familien in Europa, insbesondere im Hochadel. Er machte unter anderem Philippe Junot, den früheren Ehemann von Prinzessin Caroline von Monaco sowie Prinz Michael von Jugoslawien zu Partnern seiner Gesellschaft. Prinz Michael hatte Kontakte zu Prinz Charles, der sich allerdings gegen ein angebotenes Finanzengagement entschied. Liliane Bettencourt, die Tochter des Gründers von L'Oreal und eine der reichsten Frauen Frankreichs, investierte ebenfalls in die Fonds von Access International Advisors.
Magon de La Villehuchet war mit Madoff angeblich nicht näher bekannt, gleichwohl investierte er zunehmend in seine Fonds. Ende 2008 waren 3/4 der von ihm verwalteten Mittel dort gebunden. Auch mit dem eigenen Vermögen war er erheblich bei Madoff engagiert. Um Leverage-Effekte zu erzielen, nahm er zusätzlich Fremdmittel zum Kauf von Anteilsscheinen auf.
Am 11. Dezember 2008 wurde der betrügerische Hintergrund des nach einem Ponzi-Schema betriebenen Finanzsystems von Madoff bekannt. Der Gesamtschaden wird auf über 50 Mrd. US-Dollar geschätzt. Magon de la Villehuchet versuchte zunächst, den auf seine Kunden entfallenden Schaden durch eigene Mittel zu begrenzen. Das Ausmaß in Höhe von 1,4 Mrd. US-Dollar überstieg jedoch seine Möglichkeiten. Er sah keinen anderen Ausweg und nahm sich am 22. Dezember 2008 in seinem Büro das Leben.

## Privates
Magon de La Villehuchet war verheiratet. Er war Segler und Mitglied im renommierten New York Yacht Club sowie in Frankreich im St.-Malo Bay Nautical Club. Einige Jahre zuvor hatte er von seinem Onkel ein Schloss in Plouër-sur-Rance in der Bretagne geerbt, das er mit erheblichem finanziellen Aufwand renovierte.